# Communauté de communes Arroux Mesvrin
La communauté de communes Arroux Mesvrin est une ancienne communauté de communes française, située dans le département de Saône-et-Loire en région Bourgogne.

## Historique
Le 1er janvier 2014, elle fusionne avec les communautés de communes de l'Autunois et de la Vallée de la Drée pour former la Communauté de communes du Grand Autunois Morvan.

## Composition
Elle est composée des 14 communes suivantes :
| Nom                          | Code Insee | Gentilé       | Superficie (km2) | Population (dernière pop. légale) | Densité (hab./km2) |
| ---------------------------- | ---------- | ------------- | ---------------- | --------------------------------- | ------------------ |
| Broye (siège)                | 71063      | Broyants      | 28,39            | 742 (2014)                        | 26                 |
| La Boulaye                   | 71046      | Boulayains    | 13,86            | 106 (2014)                        | 7,6                |
| La Chapelle-sous-Uchon       | 71096      |               | 16,59            | 180 (2014)                        | 11                 |
| Charbonnat                   | 71098      | Charbonnatois | 22,23            | 255 (2014)                        | 11                 |
| Charmoy                      | 71103      | Carmédusiens  | 39,54            | 255 (2014)                        | 6,4                |
| Dettey                       | 71172      | Detteyens     | 22,50            | 84 (2014)                         | 3,7                |
| Marmagne                     | 71282      | Marmignauds   | 32,26            | 1 238 (2014)                      | 38                 |
| Mesvres                      | 71297      | Mesvriens     | 23,46            | 767 (2014)                        | 33                 |
| Saint-Eugène                 | 71411      |               | 35,27            | 146 (2014)                        | 4,1                |
| Saint-Nizier-sur-Arroux      | 71466      |               | 10,16            | 128 (2014)                        | 13                 |
| Saint-Symphorien-de-Marmagne | 71482      |               | 37,31            | 841 (2014)                        | 23                 |
| La Tagnière                  | 71531      |               | 34,07            | 239 (2014)                        | 7                  |
| Toulon-sur-Arroux            | 71542      |               | 43,73            | 1 598 (2014)                      | 37                 |
| Uchon                        | 71551      | Uchonnais     | 11,86            | 107 (2014)                        | 9                  |

## Administration
Le siège de la communauté de communes est situé à Broye.

### Conseil communautaire
L'intercommunalité est gérée par un conseil communautaire composé de 44 délégués issus de chacune des communes membres.
Les délégués sont répartis comme suit :
| Nombre de délégués | Communes |
| ------------------ | --- |
| 8                  | Toulon-sur-Arroux |
| 6                  | Marmagne |
| 4                  | Broye, Mesvres, Saint-Symphorien-de-Marmagne                                                                               |
| 2                  | La Boulaye, La Chapelle-sous-Uchon, Charbonnat, Charmoy, Dettey, Saint-Eugène, Saint-Nizier-sur-Arroux, La Tagnière, Uchon |

### Présidence
| Période                                  | Période | Identité         | Étiquette | Qualité                                                                       |
| ---------------------------------------- | ------- | ---------------- | --------- | ----------------------------------------------------------------------------- |
| Les données manquantes sont à compléter. |         |                  |           |                                                                               |
| 2008                                     | 2013    | Christian Gillot | PS        | Adjoint au maire de Broye Conseiller général du Canton de Mesvres (1979-2015) |

## Sources
- La base ASPIC